# Xian d'Anze
Le xian d'Anze (安泽县 ; pinyin : Ānzé Xiàn) est un district administratif de la province du Shanxi en Chine. Il est placé sous la juridiction de la ville-préfecture de Linfen.

## Démographie
La population du district était de 78 997 habitants en 1999.